# فرخنده سرحنایی
فرخنده سرحنایی (نام علمی: Hemithraupis ruficapilla) گونه‌ای از پرندگان از تیرهٔ فرخندگان (Thraupidae) و بومی برزیل است.
زیستگاه‌های طبیعی آن جنگل‌های جلگه‌ای نمناک نیمه‌گرمسیری یا گرمسیری، جنگل‌های کوهستانی نمناک نیمه‌گرمسیری یا گرمسیری و جنگل‌های پیشین به شدت تخریب شده است.